# Techniques de jeu pour guitare
 (août 2023).
Si vous disposez d'ouvrages ou d'articles de référence ou si vous connaissez des sites web de qualité traitant du thème abordé ici, merci de compléter l'article en donnant les références utiles à sa vérifiabilité et en les liant à la section « Notes et références ».
La guitare, en tant qu'instrument polyphonique, fait intervenir de très nombreuses techniques de jeu adaptées aux différents types de guitare et aux différents styles de musique interprétés. Les virtuoses de la guitare ont souvent été des inventeurs de nouvelles approches guitaristiques, tant musicales que techniques.

## Éléments généraux
La guitare ne peut pas produire plus d'une note par corde, mais comporte plusieurs cordes et peut donc jouer des accords. La note isolée est facile à produire : il suffit de pincer une corde de guitare pour la faire vibrer et donc produire un son. Le pincement se fait le plus souvent au niveau de la rosace sur une guitare acoustique, au-dessus des micros sur une guitare électrique; mais il est possible de jouer sur le timbre en variant la position: une corde pincée près du chevalet aura un son sec, chargé en aigus, à l'inverse, plus on s'en éloigne, plus le son est ample et chargé en fréquences basses. Pour produire une note plus aigüe que celle restituée par la corde vibrant à vide, il suffit de diminuer la longueur de la corde libre en appuyant avec un doigt de l'autre main sur une des cases de la touche. Si la pression est assez forte et l'ajustement correct, la corde est plaquée sur le bois. Si le manche est pourvu de frettes, elle est même bloquée sur le dessus de la frette mitoyenne à la case. Dans les deux cas, la vibration après pincement ne peut se produire que jusqu'au doigt ou jusqu'à la frette, et la hauteur de la note augmente. La corde à vide donne donc la note la plus basse que l'on peut obtenir avec cette corde.
Le guitariste peut tenir sa guitare assis (position entre les genoux pour la guitare classique ou position « folk » sur les genoux) ou jouer debout (guitare calée par le coude pour les guitares légères, ou suspendue à une sangle, tenue habituelle des guitares électriques). La position assise donne une meilleure stabilité à l'instrument, la position debout permet une plus grande liberté de mouvement. De façon moins académique, certains guitaristes tels que Keith Rowe, Ben Harper ou Jeff Healey jouent la guitare « à plat » (c'est-à-dire en étant assis sur une chaise, la guitare posée à plat sur les genoux ou sur une table ou autre support, dans une position appelée lap (giron) en anglais).
La convention veut qu'on emploie les termes de « main droite » pour désigner la main qui pince ou gratte les cordes, et « main gauche » la main qui parcourt les cordes sur le manche. Cette distinction droite/gauche n'est pertinente que pour les musiciens droitiers ou ayant appris à jouer de leur instrument comme droitier. Les musiciens gauchers doivent penser à inverser les notions de gauche et de droite par rapport aux appellations standards.

## Accessoires
- Le médiator ou plectre est une petite pièce de plastique, de métal, de feutre, d'os, d'écaille ou de tout autre matériau plus ou moins rigide servant à faire vibrer les cordes, qu'on tient entre le pouce et l'index.
- L'onglet est un morceau de plastique plat et rigide qui entoure le pouce ou les autres doigts et se termine en pointe pour accrocher la corde. C'est un moyen commode de pallier un manque d'ongles ou pour produire un son plus fort avec des cordes plus dures. Il peut être utilisé sur tout type de guitare et dans tous les genres musicaux. Les onglets sont tout spécialement adoptés par des musiciens utilisant des techniques de jeu en fingerstyle.
- Le bottleneck est un accessoire cylindrique dur et lisse en verre tel que le goulot d'une bouteille — d'où son nom — ou en métal, que l'on fait glisser sur les cordes en guise de frette pour faire varier la hauteur de la note. C'est aussi le nom de la technique de jeu associée (on parle aussi de slide guitar), particulièrement utilisée dans le genre blues.
- Le capodastre est un accessoire mécanique qui permet de plaquer les cordes contre la frette de son choix et, de ce fait, monter la tonalité de la guitare pour s'accorder avec d'autres instruments ou voix. Les modèles de capodastres les plus courants permettent de plaquer toutes les cordes, d'autres modèles permettent un placage partiel.

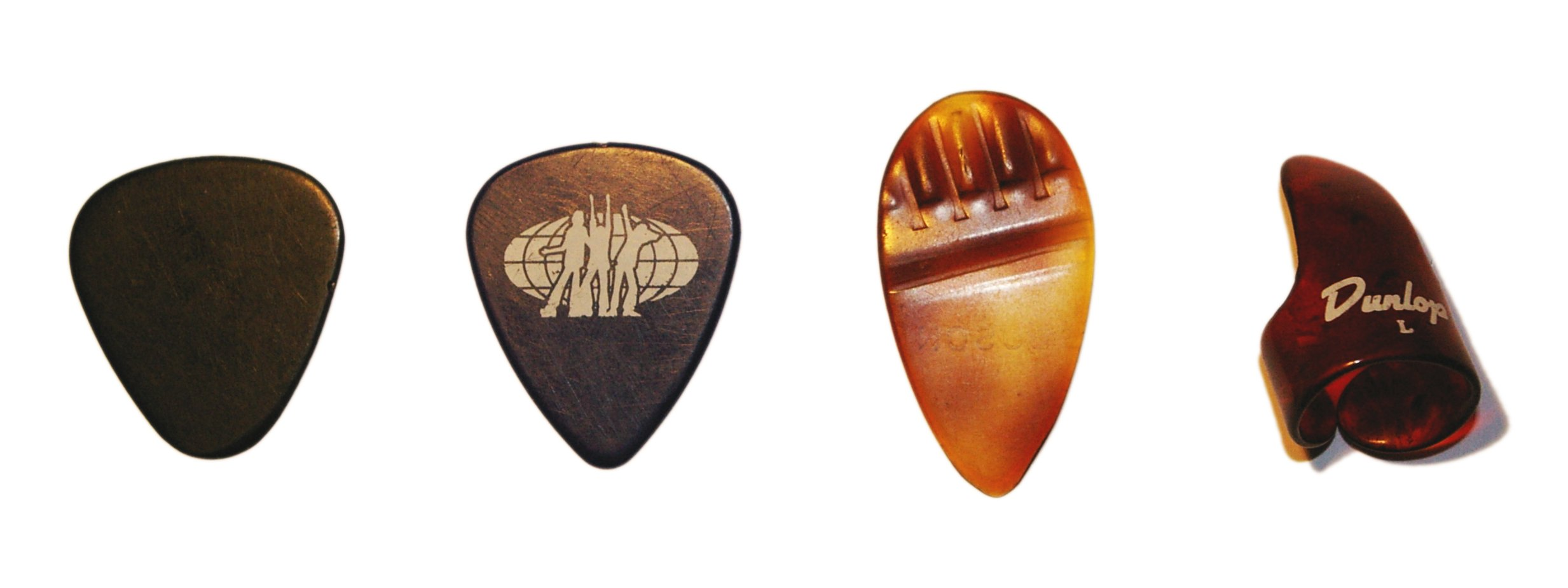
Différents plectres ainsi qu'un onglet.
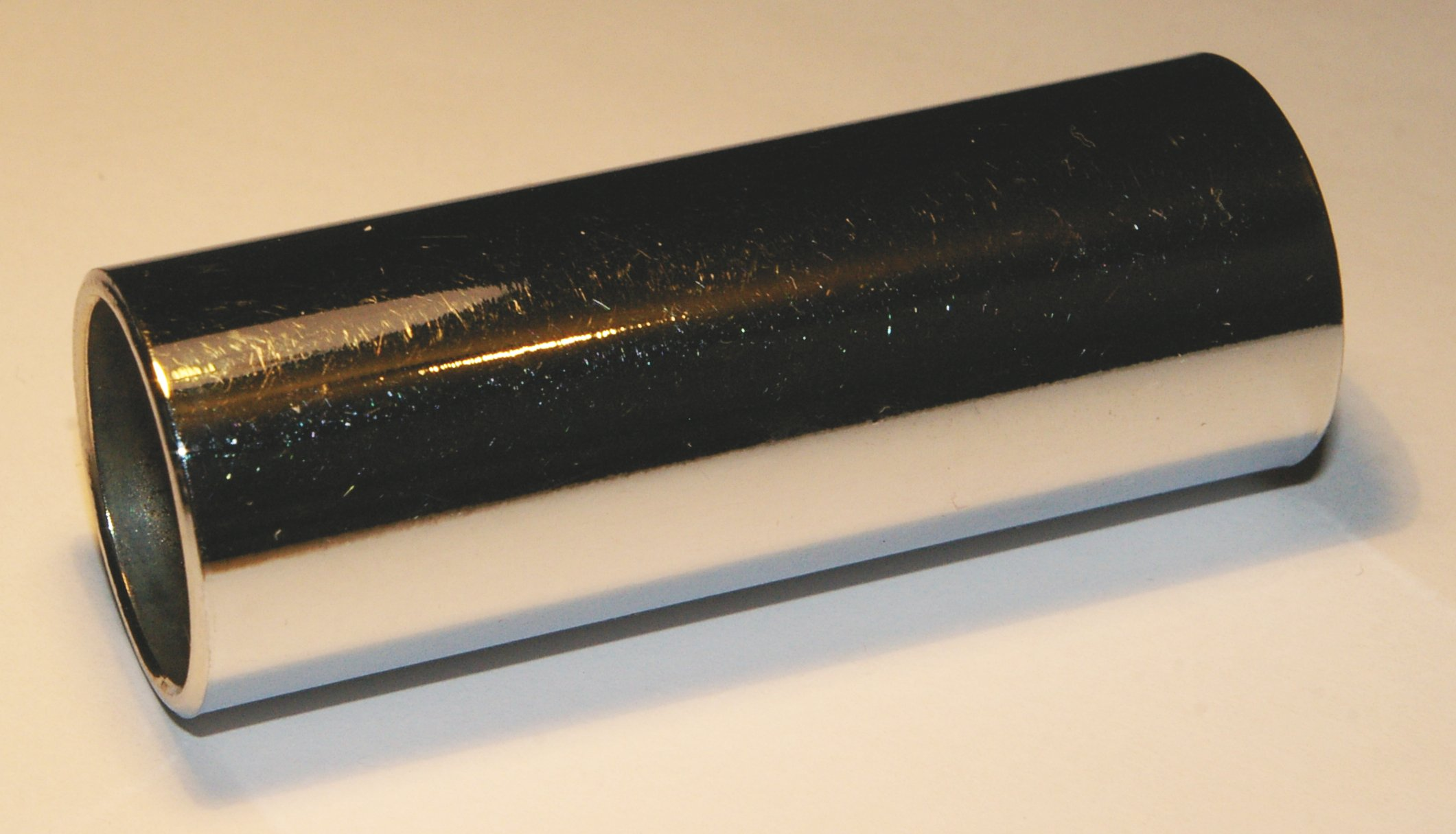
Bottleneck en métal.
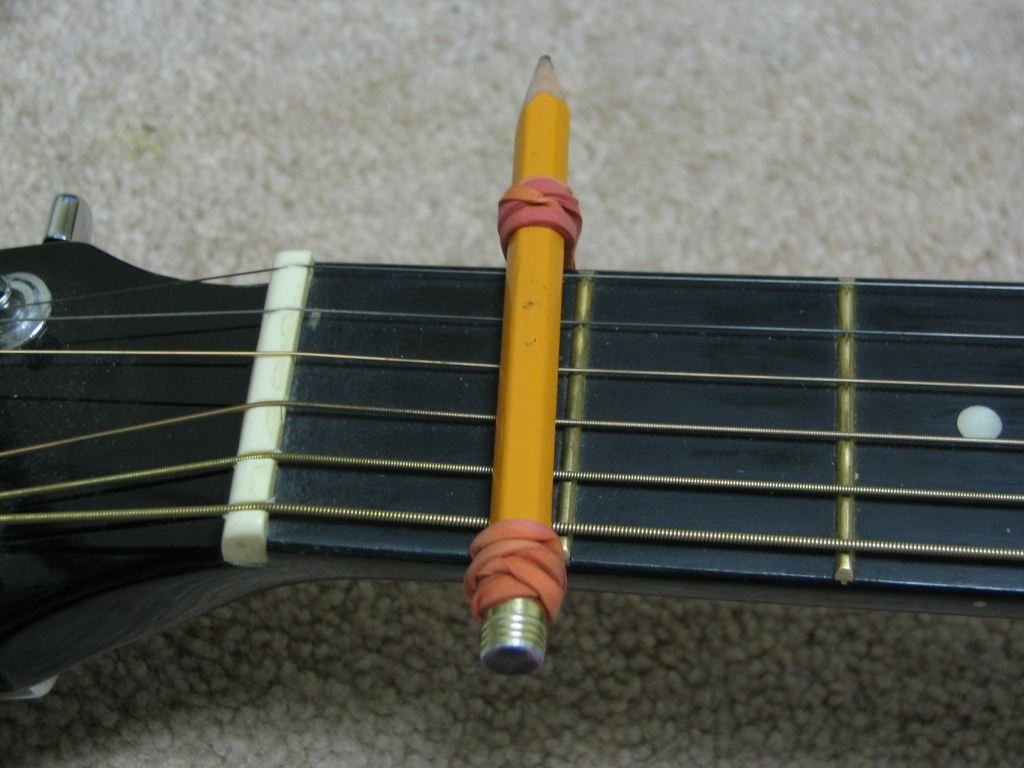
Un crayon tenu par un fort élastique peut servir de capodastre.
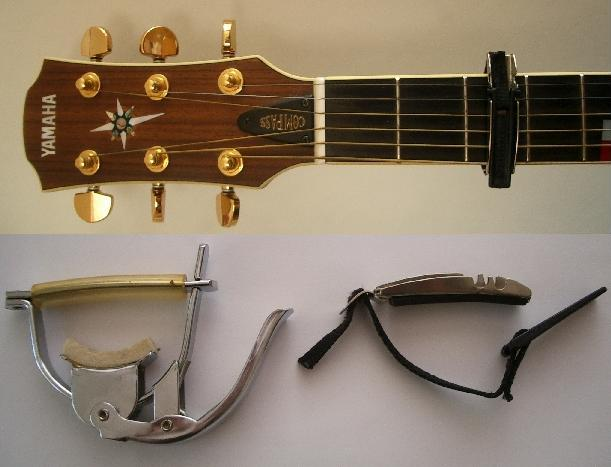
Capodastre à barrette métallique et capodastre à lanière tressée.
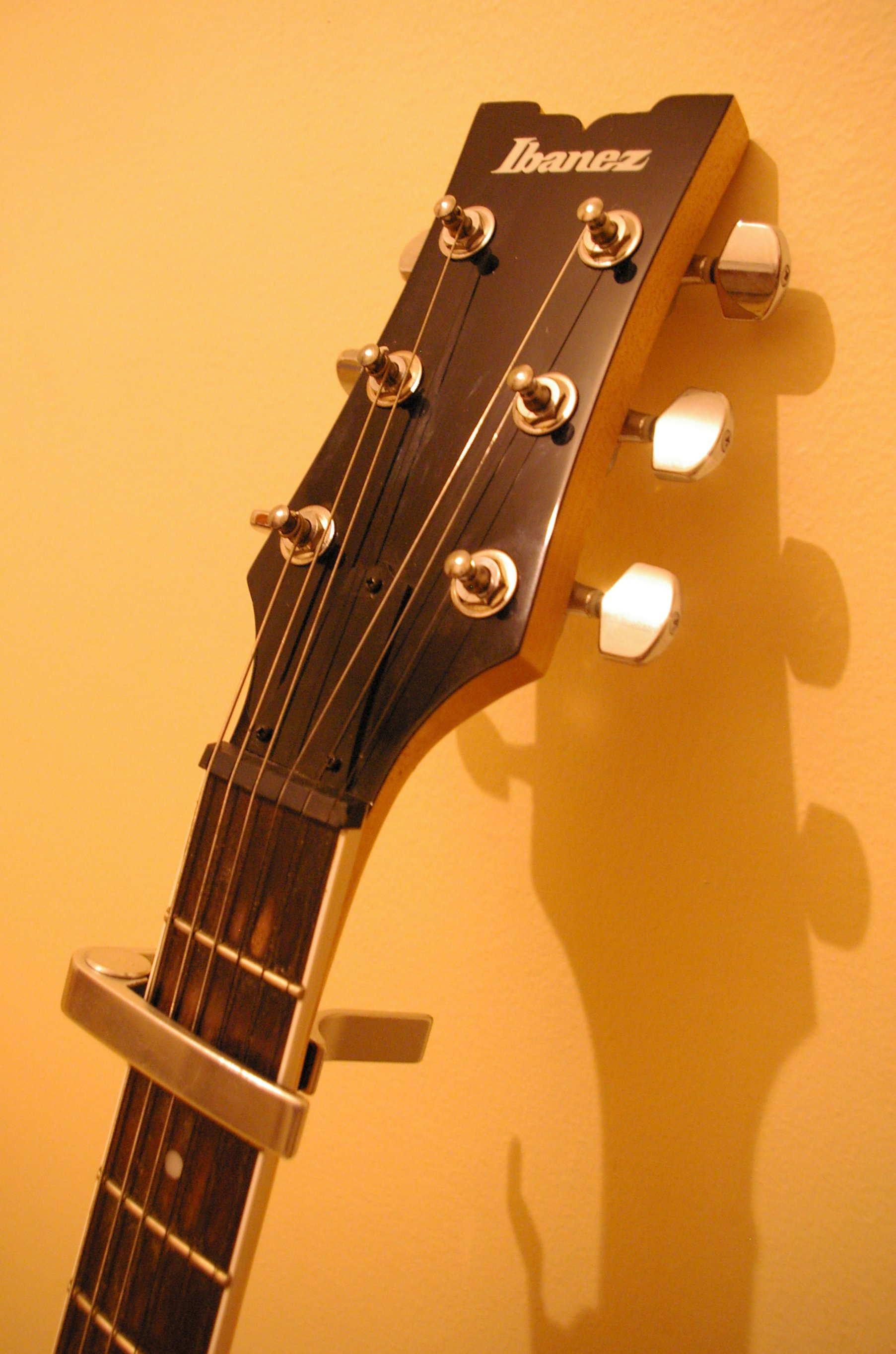
Capo en deuxième case.

### Guitare préparée

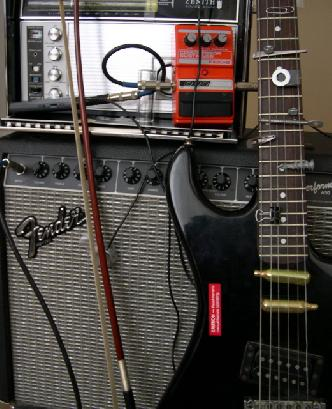
Guitare préparée

Une guitare préparée ou disposée est une guitare sur laquelle on a modifié le timbre par diverses techniques étendues, y compris en plaçant des objets entre les cordes de l'instrument. Cette pratique s'appelle parfois la guitare de table, parce que beaucoup de guitaristes ne tiennent pas l'instrument de la façon habituelle, mais placent la guitare sur une table afin de la manipuler plus facilement.

### Third bridge

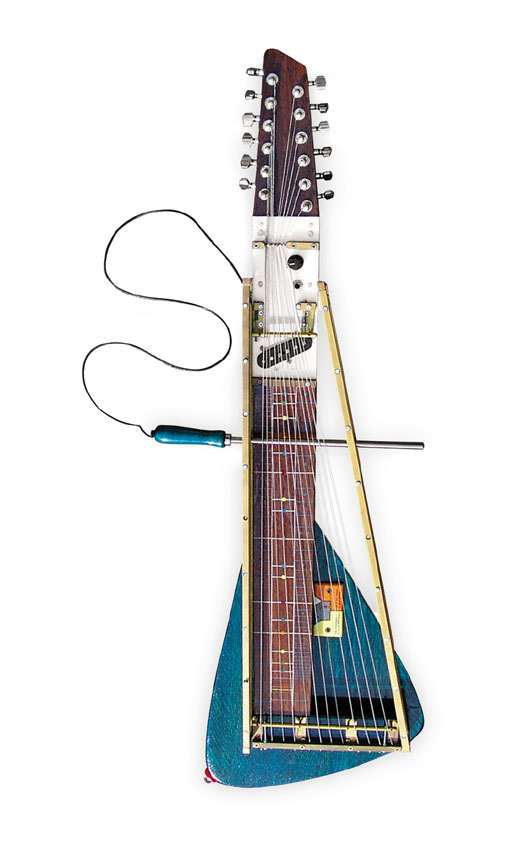
La third bridge guitare Moodswinger, créée en 2006 par Yuri Landman pour Aaron Hemphill du groupe Liars

Third bridge est une technique de jeu alternative consistant à placer un objet, souvent un tournevis, entre le manche et les cordes de la guitare, pour diviser les cordes en deux parties et favoriser ainsi la formation de sons harmoniques. La technique est liée à la guitare préparée, mais elle peut être utilisé sur d'autres instruments.

## Utilisation de la main droite
Par convention, la main droite désigne celle qui fait vibrer les cordes. La position de la main sur l'instrument dépend des effets à produire :
- Main en suspension, sans point d'appui, les doigts ne touchent les cordes que pour jouer (position de guitariste classique) ou encore pour le jeu en accords ;
- l'auriculaire repose sur la table (c'est souvent la position adoptée par les guitaristes de folk, country, cependant déconseillée pour la pratique de la guitare classique car diminuant la résonance de la caisse et la souplesse de la main) ;
- le poignet est en appui sur le départ des cordes graves (« mi » et « la » le plus souvent) au niveau du chevalet de telle manière à étouffer le son des cordes (palm muting) pour produire un effet de basse sur les guitares sèches et électroacoustique. C'est aussi une technique qui a été souvent utilisée par des groupes de metal tels que Metallica ou Megadeth ;
- la main positionnée de telle sorte que seuls le pouce et l'index sont utilisés, les trois autres doigts reposant sur la table. Technique de jeu créée par « Merle Travis ».

L'essentiel étant d'obtenir une position confortable et appropriée pour produire l'effet recherché, pour un résultat le plus efficace possible.

### Techniques de la main droite

#### Pincement
Le pincement de corde ou pincé est réalisé avec le bout du doigt ou l'ongle. On utilise en général quatre doigts au maximum : le pouce, l'index, le majeur et l'annulaire (respectivement notés p, i, m, a dans les partitions en français). Le pouce étant parallèle aux cordes, il peut être équipé d'un onglet pour faciliter le pincement. On peut pincer plusieurs cordes simultanément. C'est la technique de base utilisée en guitare classique, en particulier dans les arpèges. Dans le jeu flamenco, les cinq doigts peuvent être utilisés. On appelle cette technique les « rasgueados ».

#### Arpège
Il s'agit d'un pincement régulier des cordes les unes après les autres, en général de façon à décomposer un accord normalement joué d'un seul tenant en battement. Un arpège peut être joué en staccato ou legato, c'est-à-dire de façon déliée ou non.

#### Buté et variantes
C'est une technique proche du pincé, la différence étant qu'après avoir pincé la corde, le doigt va venir buter sur la corde suivante. Cela permet d'obtenir plus de volume et plus de « détachement » entre les notes butées. Cette technique est très utilisée pour la mélodie de la guitare flamenco « le picado ». Le double buté est une variante essentiellement dédiée au pouce, en ce que ce doigt vient jouer deux cordes graves dans le même mouvement et finit en butée sur la corde suivante (par exemple, le pouce joue sur les cordes graves mi et la et vient buter sur la corde ré). Cette technique est par exemple utilisée dans un choro de Heitor Villa-Lobos.

#### Picking et variantes

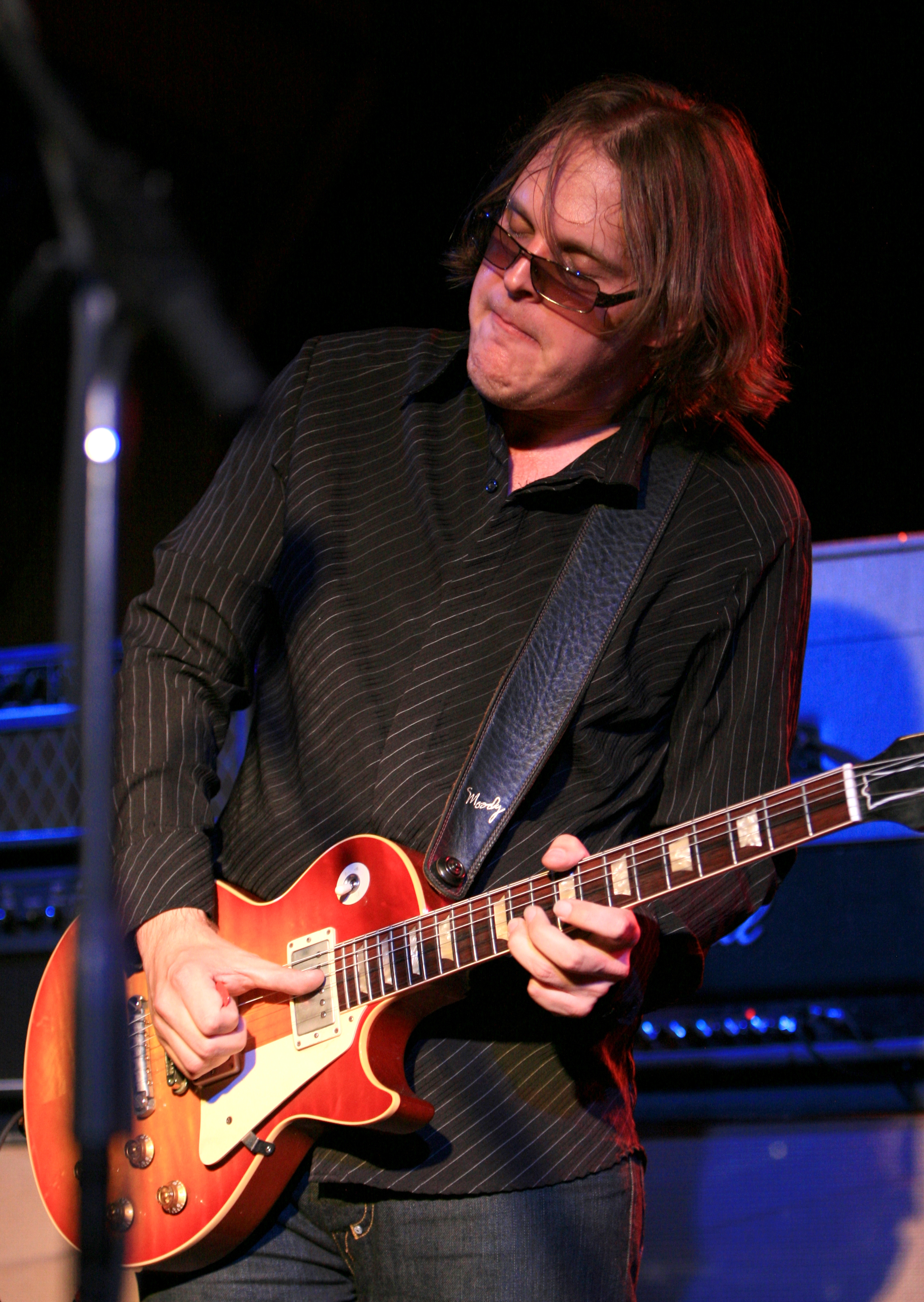
Joe Bonamassa utilise une technique de jeu aux doigts avec le pouce.

De manière générale, picking, terme anglais, désigne l'action de pincer une corde avec un doigt de la main droite. On désigne par guitare fingerstyle la technique consistant à pincer les cordes avec les doigts de la main droite.
En français, et cela peut prêter à confusion, le terme picking (ou fingerpicking, littéralement « pincement par le doigt » en anglais) désigne également un style de musique, une façon de pincer les cordes typique de la musique nord-américaine (blues, country et leurs variantes). Chaque doigt est indépendant des autres, ce qui autorise une grande combinaison de sons. Le picking a été popularisé en France par Marcel Dadi dans les années 1970. Le flatpicking ou hybrid-picking repose sur la même base technique que le picking, mais en utilisant un médiator tenu par le pouce et l'index. On utilise souvent l'annulaire comme troisième doigt indépendant pour jouer dans les aigus. L'usage du médiator permet d'introduire une accentuation rythmique si souhaitée, et de trouver de nouvelle façon de jouer en aller-retour.

#### Battement
Dans le battement, toutes les cordes sont frottées rapidement, pour donner l'illusion sonore d'un accord, c'est-à-dire de notes jouées simultanément selon un schéma musical précis. Le battement peut être descendant (de la grosse corde vers la chanterelle, ie. des graves aux aigus), remontant, alterné... C'est la technique la plus simple et la plus utilisée en guitare d'accompagnement acoustique, car elle maximise le volume sonore et permet de donner un tempo à la phrase musicale. Le battement peut se faire avec le pouce seul ou avec le pouce et les doigts (dans le battement alterné), ou encore avec un médiator. Les riffs rapides sont bien souvent des rythmiques jouées par battements.

#### Techniques flamenco
Le flamenca, picado ou encore buté est une technique utilisée sur les guitares classiques ou flamencas, aux cordes de nylon. En technique flamenca, le buté est utilisé pour obtenir un son fort et brillant, en faisant rouler la corde sur la pulpe du doigt pour qu'elle claque sur l'ongle. Cet effet est typiquement obtenu sur une corde en y appuyant fortement alternativement l'index et le majeur, tendus, jusqu'à ce que la corde s'échappe. On peut également utiliser l'alternance index/annulaire ou majeur/annulaire, notamment lors des changements de corde.
Le rasgueado est une technique de flamenco où le guitariste gratte les cordes en étendant les doigts rapidement les uns après les autres dans un mouvement continu. On retrouve abondamment cette technique dans le style mariachi.
Le golpe (« coup » en espagnol) consiste à frapper la caisse de résonance typiquement avec l'annulaire droit, parfois couplé avec le majeur. Il peut être exécuté en même temps qu'une note ou qu'un accord joué du gras du pouce, ou bien seul, rythmiquement. Dans ce dernier cas le pouce aussi peut frapper. La guitare doit alors être équipée d'une petite plaque de matériau dur appelé golpeador, afin de ne pas détériorer la table.
L'alzapúa (pouce levé) est un jeu du pouce dont la cellule de base se décompose en trois mouvements, la main gauche ayant posé un accord sur le manche. D'abord le gras du pouce joue cet accord en brossant les cordes vers le bas, puis le retour se fait avec l'ongle, et enfin le pouce en joue fortement une basse en buté. Typiquement le jeu se poursuit, en répétant la basse finale ou en alternant avec d'autres pour tracer une ligne mélodique. C'est toujours le premier mouvement qui tombe sur le temps (triolets).
Autre technique : le ventilador.

#### Aller-retour
Le terme d'aller-retour désigne une utilisation précise du pincement à l'aide d'un médiator, qui fait vibrer une corde à la fois par un mouvement alternativement descendant et remontant. L'aller-retour peut être strict ou non : par exemple, lors d'un changement de corde (« saut de corde »), le guitariste peut choisir d'enchaîner deux mouvements descendants ou ascendants plutôt que de respecter l'alternance stricte. Cette technique est majoritairement utilisée sur guitare électrique et permet de jouer rapidement des mélodies non linéaires, des solos...
Cette technique est aussi utilisée en flamenco avec le pouce : le mouvement descendant est alors exercé en buté et l'ascendant est bien sûr en piqué.

#### Palm mute
Cette technique est issue des techniques de jeu en fingerstyle développées au début du XXe siècle par les guitaristes américains noirs et blancs à l'origine des genres hillbilly, blues, rockabilly, country & western et rock. Elle consiste à utiliser la paume de la main droite en amont du chevalet pour étouffer le son des cordes graves afin de produire un son se rapprochant d'une basse rythmique. Cet effet est fréquent dans la musique funk, reggae ou rock, où elle donne une impression de puissance et de « suspens » musical.
On peut aussi constater que cette technique est l'une des bases du jeu du style metal, tel les groupes Metallica, Bullet For My Valentine ou bien Trivium (utilisant cette technique même dans leurs solos).

#### Slap
Utilisé majoritairement par les bassistes, le slap consiste à faire « claquer » une corde, soit par un effet de percussion avec le pouce, soit par avec un doigt en crochet qui vient soulever la corde perpendiculairement à la table et la relâche vivement (on dit aussi « popping » dans ce cas). Le slap classique désigne l'alternance de ces deux mouvements, avec un premier moment percussif et un second en tiré. Cet effet caractérise le son groove de la musique funk. Cette technique est également utilisée par les contrebassistes de jazz et de rock 'n' roll, et a été popularisée entre autres par le bassiste Marcus Miller et Lee Rocker des Stray Cats.

#### Harmoniques
Les harmoniques sont les sons les plus purs qui peuvent être obtenus sur la guitare. Plusieurs techniques peuvent être utilisées pour les produire.
Avec la main gauche, on obtient des harmoniques dites « naturelles » sur toutes les cordes, au niveau de toutes les frettes, mais les plus fréquentes sont celles des 5e, 7e et 12e frettes, ainsi qu'au niveau du milieu de la rosace sur une guitare classique. Pour produire une harmonique, il faut poser la pulpe d'un doigt juste au-dessus d'une frette, mais sans appuyer la corde sur la frette ou sur la touche, puis retirer le doigt aussitôt après avoir mis la corde en vibration avec la main droite au plus près du chevalet.
Avec la main droite, il est possible de produire des harmoniques dites « artificielles » souvent utilisées dans le blues, le rock et le heavy metal... et majoritairement dans les solos. Après avoir mis en vibration une corde avec un médiator, le côté du pouce tourné vers les cordes et tenant cet accessoire doit effleurer la corde vibrante sur le même principe que pour une harmonique naturelle. Le mouvement doit être rapide et précis : bien réalisé, il permet de laisser la main gauche exécuter toute technique désirée, notamment un bend aigu très expressif qui se retrouve souvent dans les solos rock.
Une dernière variante est l'harmonique « tapée » qui fait intervenir la technique du tapping. Il s'agit ici de superposer une note pleine à une harmonique naturelle (voire artificielle), généralement à très haute vitesse. Certains musiciens sont capables de jouer des pièces entières avec cette technique, l'exemple-type étant Eddie Van Halen dans l'intro de Spanish Fly.
Ce son possède par ailleurs la propriété de permettre l'accordage des guitares électriques lorsque le guitariste utilise un effet de distorsion.
En effectuant, simultanément, deux harmoniques identiques mais sur deux cordes différentes, le son amplifié est net et régulier si les cordes sont bien accordées. Par contre, si l'accordage n'est pas bon, le son amplifié est irrégulier car les harmoniques ne sont pas sur la même longueur d'onde. Accorder son instrument de sorte que le son soit « régulier » permet ainsi d'accorder son instrument avec une précision que ne permet pas, en théorie, les accordages manuels « à l'oreille ».

#### Tapping

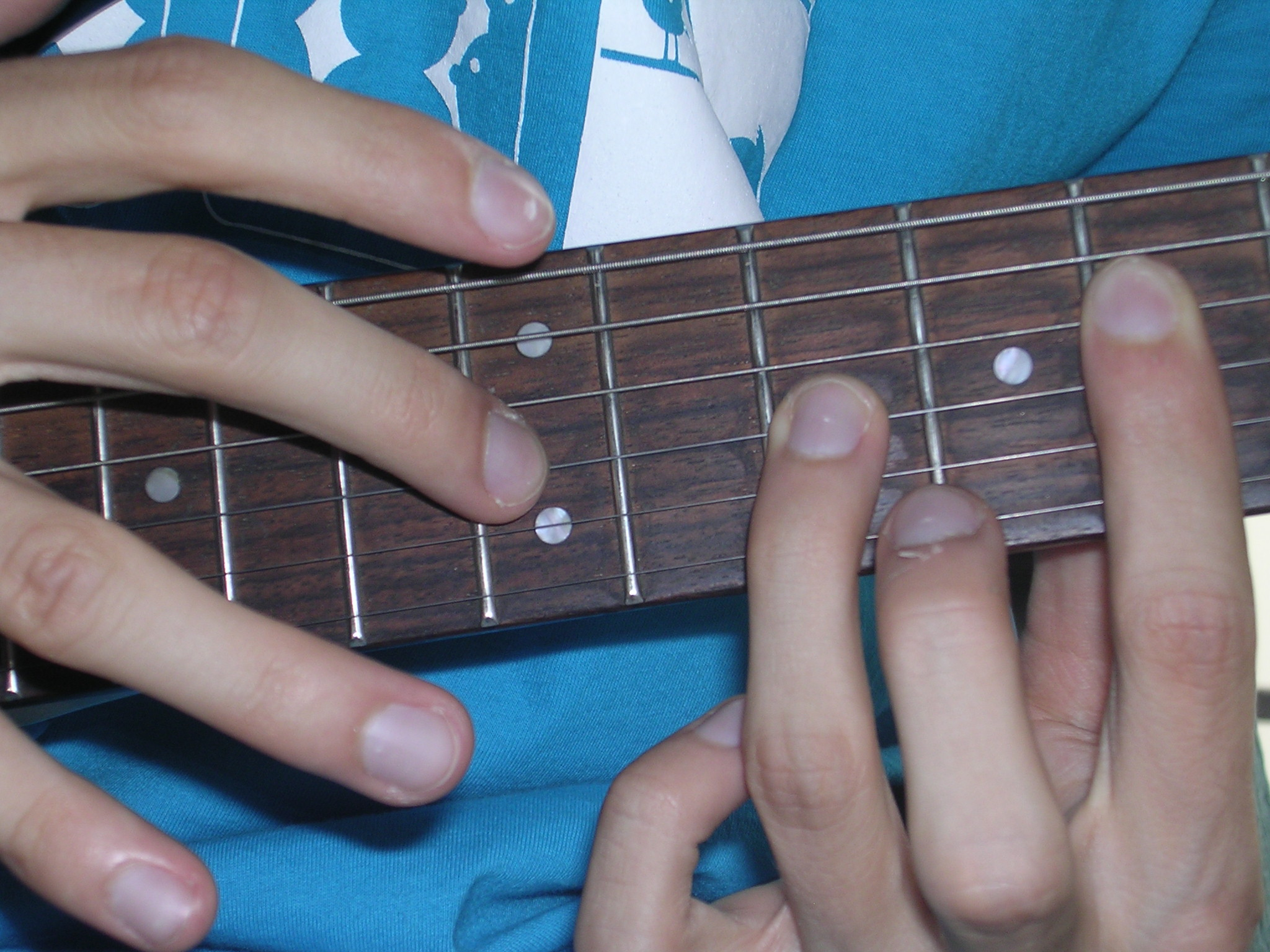
Figure 1 — Tapping à une main
Le majeur de la main droite frappe le manche et tire légèrement la corde pour faire sonner deux notes à la suite (celle de la case frappée puis celle de la case où l'annulaire de la main gauche est posé). Seule la main droite joue en tapping, d'où le nom.

Le tapping consiste à frapper les cordes sur le manche plutôt que de les attaquer avec les doigts ou un médiator. Il est donc fait usage de techniques de la main gauche, avec la main droite (hammer-on, pull-off...). La main gauche conserve son rôle usuel, mais à l'aide de l'index droit (ou du majeur, voire du médiator), le guitariste vient frapper la corde vibrante à la hauteur d'une frette bien choisie. Répétée de façon précise, cette technique autorise des vitesses de jeu très impressionnantes. Les shredders tels que Eddie Van Halen, Joe Satriani ou encore Steve Vai se sont rendus populaires entre autres par leur maîtrise du tapping. On retiendra aussi le tapping à huit doigts, une variante dans laquelle tous les doigts se trouvent sur les frettes et évoluent uniquement sur la touche (voir en particulier les guitaristes américains Stanley Jordan, Jennifer Batten, ou encore Buckethead).
Steve Hackett du groupe Genesis a popularisé cette technique dans le rock progressif dans les années 1970.
Le tapping a largement été popularisé par Eddie Van Halen en particulier grâce au titre instrumental Eruption

#### Sweeping
Le sweeping ou sweep est une technique très utilisée par les shredders et qui consiste à jouer des arpèges note à note en « balayant », de façon fluide et très rapide, en se servant du médiator pour rendre le mouvement d'aller-retour le plus lié possible. Le sweeping se base sur l'économie de mouvement de la main droite, qui ne joue pas l'arpège en aller-retour strict, mais réalise le mouvement descendant (aller) ou ascendant (retour) d'un seul tenant, c'est-à-dire sur toutes les cordes, tandis que la main gauche joue séparément, c'est-à-dire l'une après l'autre, chaque note sur une corde différente et contiguë. La difficulté réside en la parfaite synchronisation nécessaire du mouvement des deux mains afin que chaque note de l'arpège sonne distinctement et pleinement, comme une mélodie et non comme un accord. Cette technique caractérise plus spécialement le jeu de guitaristes rock « néo-classiques » tels qu'Yngwie Malmsteen, même si elle a été inventée dans le domaine du jazz fusion avec Frank Gambale.

### Doigts ou médiator?
Le jeu sur guitare classique est caractéristique : les cordes sont pincées avec quatre doigts et chaque doigt est indépendant (notons cependant que ce n'est pas une obligation : Narciso Yepes par exemple joue Recuerdos de la Alhambra de Tarrega avec quatre doigts, le pouce faisant les basses et les trois autres les trémolos). Il en résulte une grande diversité de combinaisons de cordes. On dit que la guitare classique est essentiellement contrapuntique, elle permet notamment de jouer des fugues. La possibilité du contrepoint est donc la caractéristique essentielle du jeu de type « guitare classique ». On a dit logiquement que cet instrument était à lui seul un petit orchestre. Le jeu avec doigts indépendants est aussi utilisé sur les guitares acoustiques ou électriques, notamment dans la musique country d'Amérique du Nord qui a vu naître le style finger picking.
Inversement, le jeu avec médiator, essentiellement sur les guitares dites modernes, ne permet de jouer qu'une note à la fois, ou par frottement rapide de plusieurs cordes, une suite d'accords. En contrepartie, le médiator autorise une plus grande amplification du son et permet un jeu rapide et brillant.
Certains guitaristes utilisent aussi un compromis entre les 2 techniques, tenant un médiator entre leur pouce et leur index, et utilisant majeur et annulaire pour accéder par moments aux cordes aiguës.

## Utilisation de la main gauche
Les doigts de la main gauche servent à raccourcir la longueur vibrante des cordes pour engendrer différentes notes, de plus en plus aigües. La main gauche entoure le manche par le bas, avec le pouce appuyé sur l'arrière du manche, pendant que les autres doigts font face aux cordes de façon à peu près perpendiculaire. Les techniques de jeu en main gauche sont très variées et influencent grandement ce qui est souvent désigné comme le « touché » du guitariste (sa « sensibilité technique »).

### Posé
Un doigt appuie sur la touche du manche pour bloquer la corde (généralement entre deux frettes) et y reste jusqu'au prochain changement de position. En général, plusieurs doigts sont posés simultanément, afin de réaliser une position d'accord, indépendamment de la façon dont il sera joué par la main droite. C'est le mouvement de base.

### Barré
Un doigt — en général l'index ou le majeur — est disposé perpendiculairement au manche et appuie simultanément sur toutes les cordes afin de les coller contre la touche. Ce doigt joue donc le rôle d'un capodastre mobile. De nombreux accords sont construits sur des barrés, les doigts libres étant posés sur les cases adjacentes aigües.

### Bend
Le bend ou plus rarement « tiré » consiste à tirer ou pousser une corde vers le haut ou vers le bas sur la touche, afin de monter la hauteur d'une note. Noté b. À noter que cet effet est réalisable facilement sur guitares électriques ou acoustiques avec cordes souples. Quasi inusité sur les guitares classiques à cordes en nylon.

Un bend montant et descendant
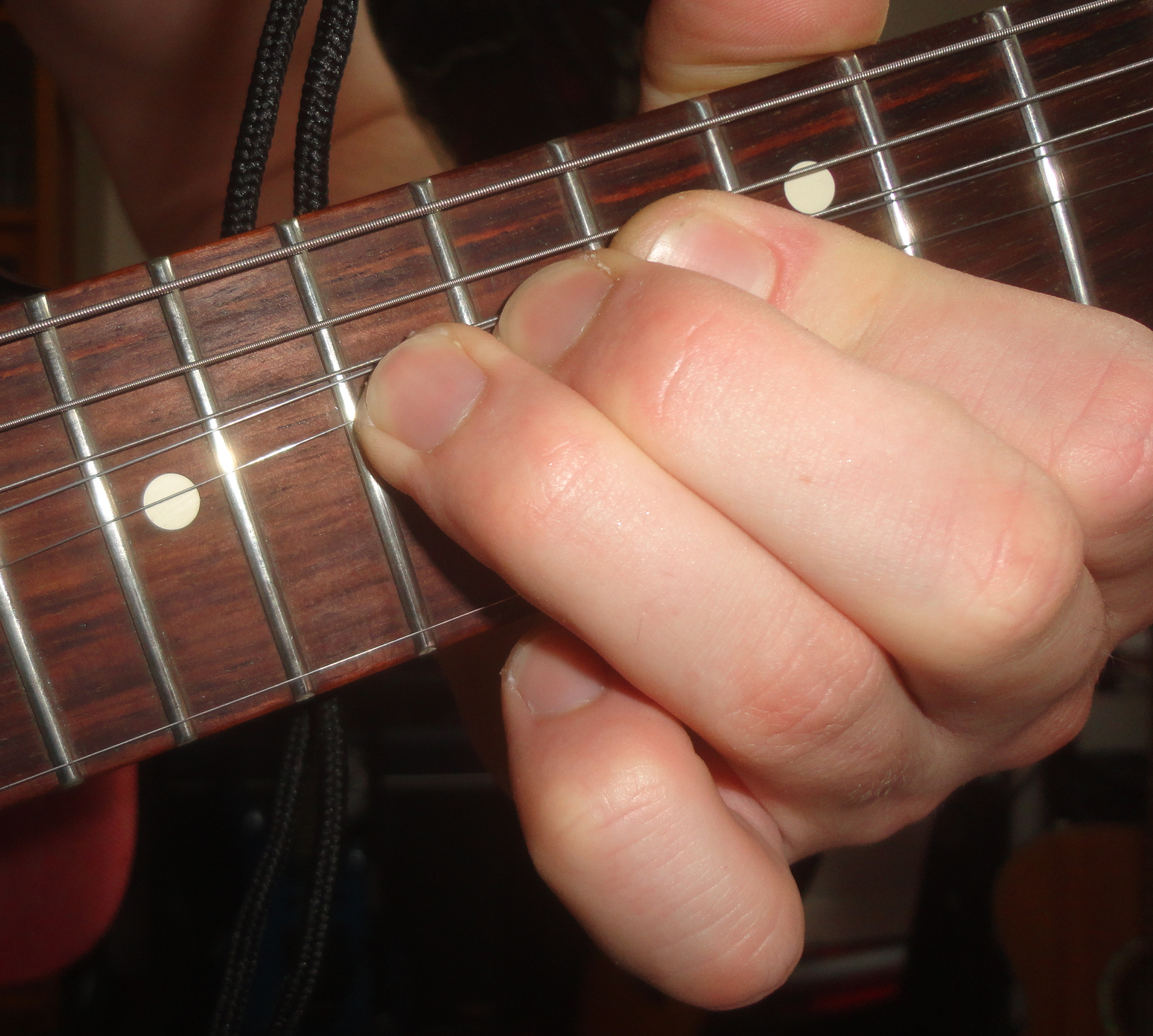
Bend d'un ton sur une guitare électrique
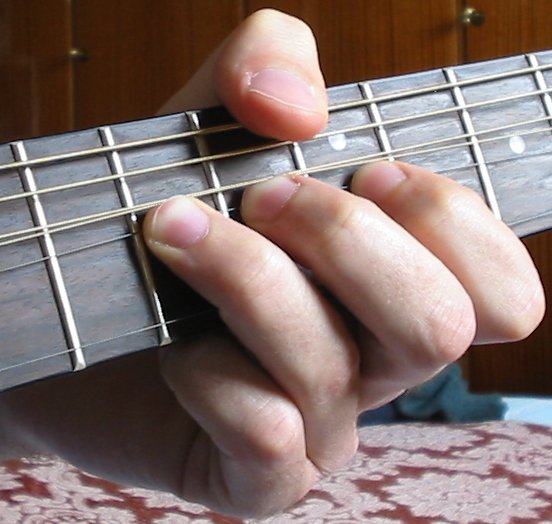
Bend d'un ton sur une guitare acoustique
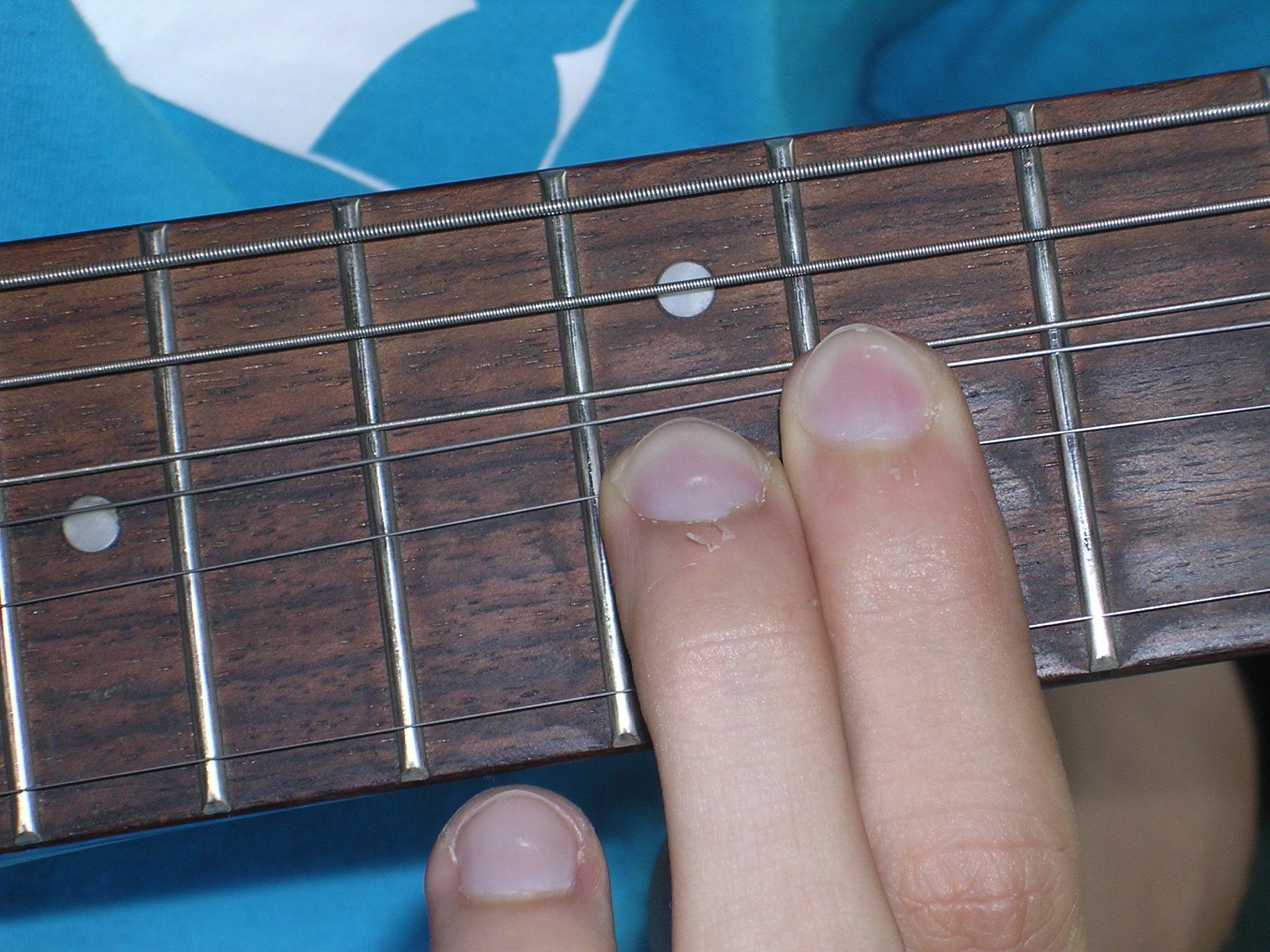
Bend sur deux cordes, joué sur une guitare électrique

### Hammer-on

Hammer-on réalisé sur une guitare électrique

Également appelé « lié ascendant », le hammer-on (de hammer, « marteau » en anglais) consiste à raccourcir la longueur d'une corde déjà en vibration, en posant rapidement un doigt sur une case située plus haut sur le manche que la case actuellement jouée. Deux doigts sont donc nécessaires (sauf dans le cas où la première note était celle d'une corde à vide). On obtient grâce au hammer-on un effet de « montée » discontinu, contrairement au slide ou glissando.Noté h. L'effet inverse est le pull-off.

### Pull-off

Pull off réalisé sur une guitare électrique

Aussi appelé « lié descendant », le pull-off ou plus rarement pulling-off (« relâchement », «retrait » en anglais) vise à produire successivement deux notes, la seconde étant plus grave que la première, dans un mouvement discontinu. Le pull-off s'effectue donc alors que deux doigts sont posés sur une corde qui vibre (sauf dans le cas où la seconde note visée est celle produite par une corde à vide, auquel cas un seul doigt suffit). Le doigt sur la plus haute des deux cases libère la corde en la tirant légèrement par un petit tiré, afin de créer un deuxième son plus grave grâce à la vibration continue de la corde. L'effet inverse est le hammer-on. Noté P.

### Trille
Le trille consiste à combiner deux hammer-on (trille montant) ou deux pull-off (trille descendant) pour enchaîner deux notes supplémentaires, en ne faisant intervenir qu'une seule fois la main droite. Une alternative pour jouer un trille utilisé depuis peu en guitare classique est l'usage de la main droite en alternant avec la corde voisine de la note « ornée ». Les triolets sont souvent joués ainsi.

### Slide

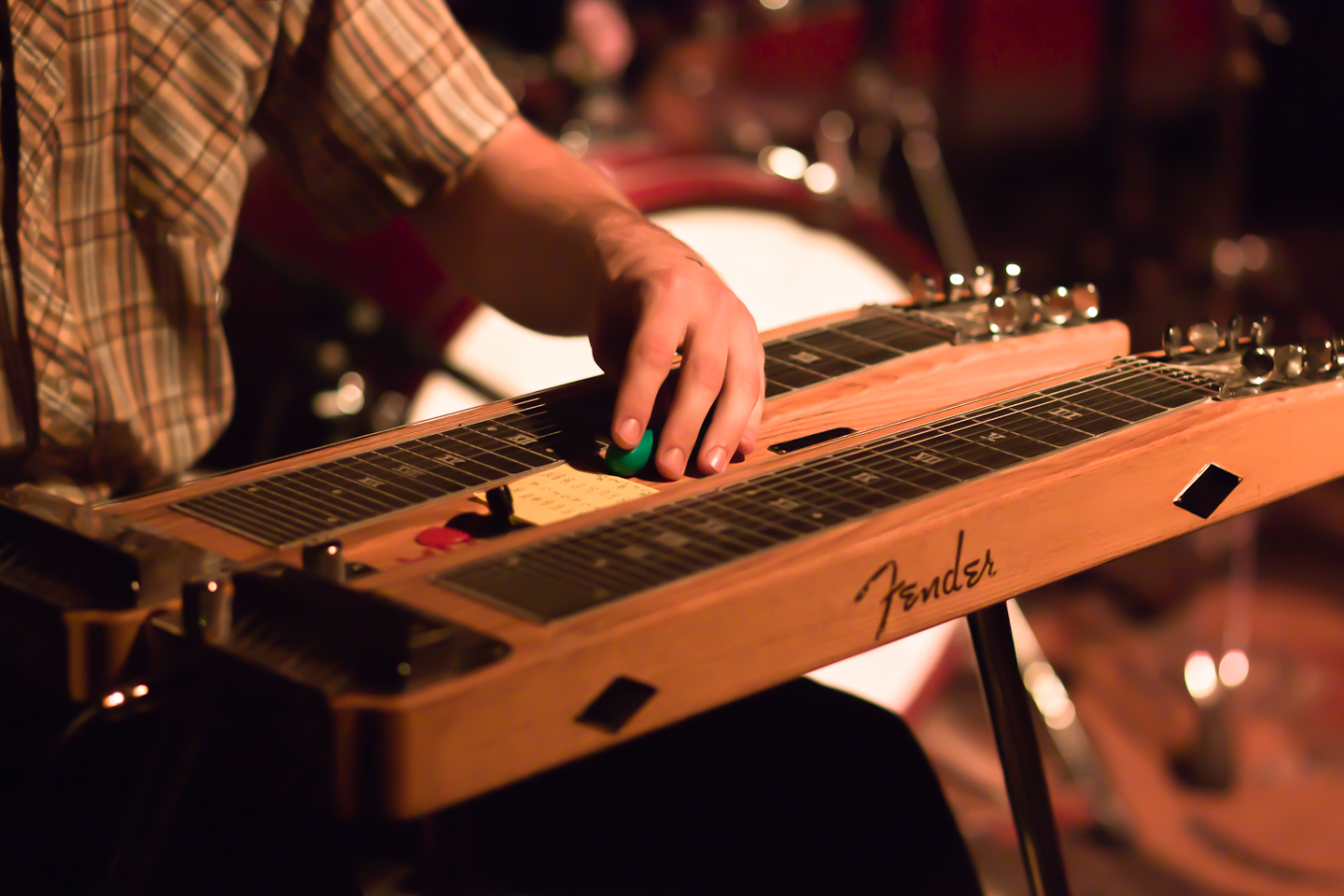
Guitare Fender dual Lap-steel

Le slide ou glissé consiste à faire glisser un doigt le long d'une corde sur le manche, afin de produire un effet de glissando, montant ou descendant. Comme la plupart des guitares sont frettées, il s'agit d'un effet discontinu qui doit être réalisé relativement rapidement pour ne pas sonner « haché. » La technique du slide peut constituer un style de jeu à part entière, comme lorsqu'un bottleneck est utilisé, ou sur les guitares lap-steel.

### Tapping
Le tapping en main gauche est une technique relativement spécifique aux guitares électriques et électro-acoustiques, mais aussi utilisée sur des instruments acoustiques. De la même manière qu'avec le tapping main droite, la vibration des cordes est produite uniquement par l'action des doigts de la main, qui bloquent et débloquent rapidement les cordes sur la touche sur le principe des cordes frappées au piano. Lorsque seule la main gauche est utilisée, on peut parler de legato, quoiqu'il s'agisse plus d'une succession de hammer-on et de pull-off. Le tapping aussi bien « moderne » que « classique » fait en fait généralement usage des deux mains, les doigts de la main droite venant jouer des notes supplémentaires directement sur la touche du manche. La vibration étant réduite, le son est plus faible — c'est pourquoi cette technique est surtout pratiquée sur des guitares amplifiées.
Ces dernières techniques ont des noms anglais car elles ont été popularisées par des guitaristes de jazz, de blues, de hard-rock et de country, essentiellement anglo-saxons.
Dans certains types de jeu, en particulier le jazz et quelquefois le classique, on peut être amené à se servir du pouce pour jouer les basses. Ainsi Django Reinhardt, invalide de deux doigts à la suite de l'incendie de sa roulotte au début de sa carrière, utilisait cette technique.

### Vibrato
Outre l'utilisation du vibrato équipant certaines guitares (on appuiera alors sur la « whammy bar » vers les cordes pour obtenir un son plus grave et vers l'extérieur pour un son plus aigu, attention cependant à ne pas trop tirer au risque de casser des cordes et/ou le vibrato lui-même...), on peut utiliser la main gauche pour obtenir le vibrato. Quatre techniques sont possibles:
- Le plus accessible est la vibration à partir du doigt tenant la note, en effectuant de petits bends rapides ou lents en fonction de l'effet désiré.
- On peut faire vibrer le poignet, ce qui a pour effet de faire vibrer la note plus rapidement.
- On peut faire vibrer la note en appuyant plus ou moins fort sur la corde à l'intérieur de la frette. Ceci permet d'avoir un vibrato très léger, mais peu efficace sur des frettes trop fines. (On l'utilise surtout sur les deux premières frettes.)
- On peut déplacer son doigt plus ou moins rapidement de droite à gauche sur la frette.